# Summi Pontificatus

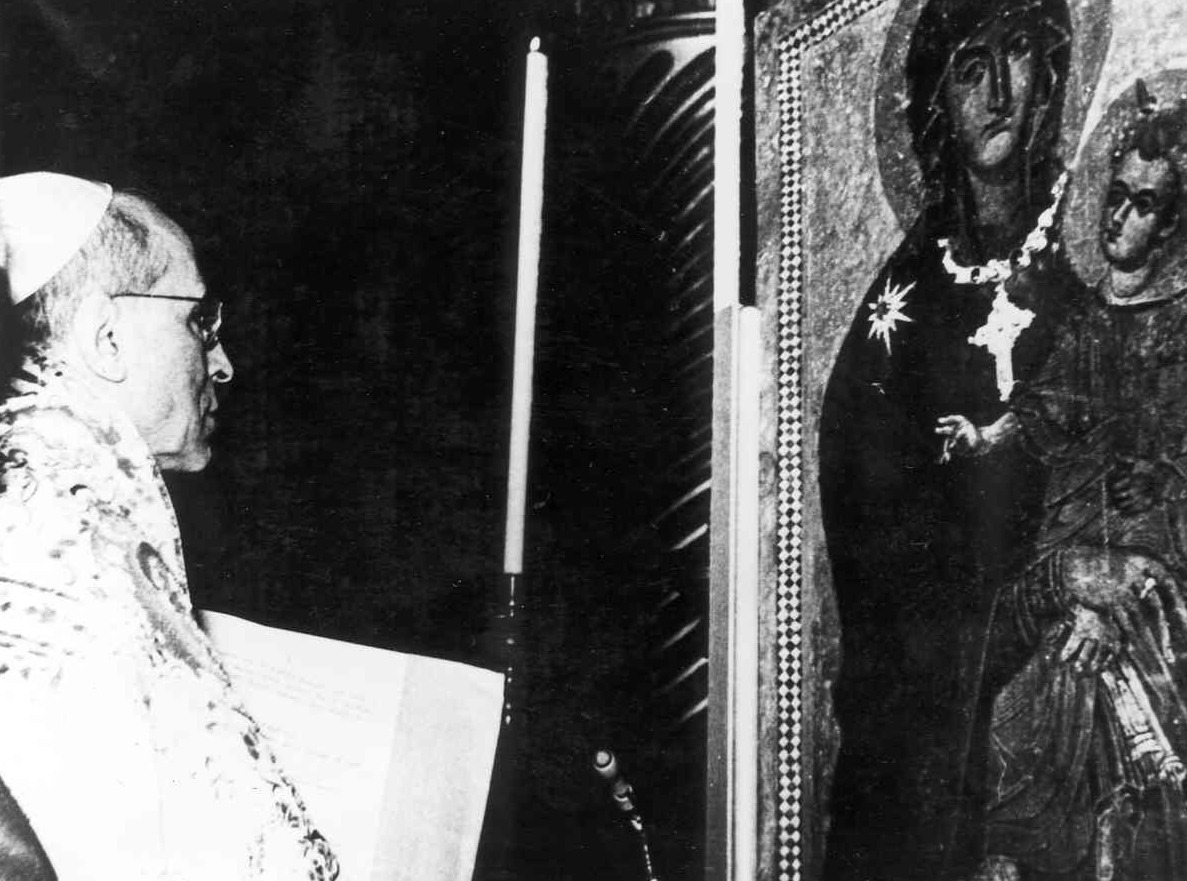
Papa Pio XII.

Summi Pontificatus é uma encíclica do Papa Pio XII publicada em 20 de outubro de 1939. A encíclica está legendada "na unidade da sociedade humana". Foi a primeira encíclica de Pio XII e foi vista como "um tom" para seu papado. Critica os principais erros da época, como ideologias de racismo, superioridade cultural e estado totalitário. Também estabelece o quadro teológico para futuras cartas encíclicas, como Mystici corporis Christi (1943). A encíclica lamenta a destruição da Polônia, denuncia o Pacto Molotov-Ribbentrop e pede a restauração da Polônia independente.

## A unidade da sociedade humana
Summi Pontificatus vê o Cristianismo universalizado e oposto à hostilidade e superioridade racial. Não há diferenças raciais, porque a raça humana forma uma unidade, porque "um ancestral [Adão] fez todas as nações habitarem a terra inteira".
- Que visão maravilhosa, que nos faz contemplar a raça humana na unidade da sua origem em Deus... na unidade da sua natureza, composta igualmente em todos os homens de um corpo material e uma alma espiritual; na unidade do seu fim imediato e da sua missão no mundo; na unidade da sua habitação, a terra, cujos benefícios todos os homens, por direito da natureza, podem usar para sustentar e desenvolver a vida; na unidade do seu fim sobrenatural: no próprio Deus, a quem todos devem tender; na unidade dos meios para atingir este fim; ...na unidade da redenção operada por Cristo para todos.[2]

Essa lei divina de solidariedade e caridade garante que todos os homens sejam verdadeiramente irmãos, sem excluir a rica variedade de pessoas, culturas e sociedades.

### Diversidade humana e cultural
Summi Pontificatus ensina que culturas superiores e inferiores não existem e que diferentes níveis de desenvolvimento dentro e entre nações são fonte de enriquecimento da raça humana.
- As nações, apesar da diferença de desenvolvimento devido às diversas condições de vida e cultura, não estão destinadas a romper a unidade da raça humana, mas a enriquecê-la e enriquecê-la compartilhando seus próprios dons peculiares e esse intercâmbio recíproco. de bens.[4]

### Solidariedade e caridade
Por causa de sua origem comum e sua conseqüente igualdade, solidariedade e caridade são obrigatórias para todas as pessoas. O princípio da solidariedade, que pode ser articulado em termos de "amizade" ou "caridade social", é uma demanda direta da fraternidade humana e cristã.
- Um erro, "hoje abundantemente difundido, é o desprezo pela lei da solidariedade humana e da caridade, ditado e imposto tanto pela nossa origem comum como pela igualdade na natureza racional de todos os homens, qualquer que seja a nação a que pertençam. Esta lei é selada pelo sacrifício da redenção oferecido por Jesus Cristo no altar da Cruz ao seu Pai celestial, em nome da humanidade pecadora".[3]

O esquecimento da lei da caridade universal pode levar a conflitos e guerras. Somente a caridade pode criar e consolidar a paz extinguindo o ódio e atenuando invejas e dissensões nas relações entre as nações.

## O estado totalitário
No que mais viu como uma rejeição ao totalitarismo, Summi Pontificatus rejeitou a ideia do estado como "algo definitivo ao qual tudo o mais deveria estar subordinado":
- Mas há ainda outro erro não menos pernicioso para o bem-estar das nações e para a prosperidade daquela grande sociedade humana que se reúne e abraça em seus limites todas as raças. É o erro contido nessas idéias que não hesitam em divorciar a autoridade civil de todo tipo de dependência do Ser Supremo - Primeira Fonte e Mestre absoluto do homem e da sociedade - e de toda restrição de uma Lei Superior derivada de Deus a partir de Deus. sua primeira fonte. Assim, eles concedem à autoridade civil um campo de ação irrestrito que está à mercê da maré instável da vontade humana, ou dos ditames de reivindicações históricas casuais e dos interesses de alguns".[6]

### Uma ameaça para suas famílias e educação
Summi Pontificatus continua mostrando que a autoridade ilimitada do estado é uma ameaça à prosperidade das nações, à família e à educação.
Além disso, a autoridade ilimitada do estado representaria um perigo para a célula primária e essencial da sociedade, a família, que em um sistema totalitário seria vista do estreito ponto de vista do poder nacional. Isso é contrário ao ensino da Igreja, que sustenta que a família tem prioridade perante o Estado:
- No entanto, e para que não se esqueça que o homem e a família são por natureza anteriores ao Estado, e que o Criador concedeu aos dois poderes e direitos e lhes atribuiu uma missão e um encargo que correspondem a inegáveis requisitos naturais.[7]

Summi Pontificatus sustenta que, nesse caso, a educação visaria "uma formação unilateral daquelas virtudes cívicas consideradas necessárias para alcançar o sucesso político, enquanto as virtudes que dão à sociedade a fragrância de nobreza, humanidade e reverência seriam inculcadas menos, por temem que devam prejudicar o orgulho do cidadão". Isso "daria frutos mais amargos". A encíclica admite que a formação deve preparar os jovens para cumprir "os ofícios de um nobre patriotismo que dão à pátria terrestre toda a medida devida de amor, devoção e serviço", acrescenta que "uma formação que esqueceu ou, pior ainda, negligenciar deliberadamente dirigir os olhos e os corações da juventude para o país celestial seria uma injustiça".

### Um perigo para a paz mundial
Os princípios do direito natural e internacional não são uma opção, mas são indispensáveis, porque o estado totalitário é uma ameaça à paz:
- A ideia que credita ao Estado autoridade ilimitada não é simplesmente um erro prejudicial à vida interna das nações, à sua prosperidade e ao aumento maior e ordenado de seu bem-estar, mas também prejudica as relações entre os povos, pois quebra a unidade da sociedade supranacional, rouba a lei das nações de sua fundação e vigor, leva à violação dos direitos dos outros e impede o acordo e a relação pacífica.[10]

### O ataque russo-alemão à Polônia
Summi Pontificatus, de acordo com a natureza teológica e não política das encíclicas papais do passado, não menciona nomes ou países explicitamente definidos, pois muitas de suas acusações contra o racismo, superioridade e exploração de segregação racial são de grande alcance e moral. natureza. Uma exceção é o destino da Polônia ocupada . Por suas críticas específicas ao ataque e ocupação da Polônia, a encíclica foi elogiada pelos aliados ocidentais, e refugiados poloneses fora do controle nazista e soviético também aprovaram o apelo do papa pela restauração de um estado polonês independente.  
- "O sangue de incontáveis seres humanos, mesmo não combatentes, suscita uma piedade em uma nação como a nossa querida Polônia, que, por sua fidelidade à Igreja, por seus serviços em defesa da civilização cristã, escritos em caracteres indeléveis nos anais da história, tem direito à simpatia generosa e fraterna de todo o mundo, enquanto aguarda, contando com a poderosa intercessão de Maria Auxiliadora, a hora da ressurreição em harmonia com os princípios da justiça e da verdadeira paz".[11]

## Consequências
Summi Pontificatus incorpora elementos do rascunho de uma encíclica Humani generis unitas, contra o racismo e o anti-semitismo, preparada por vários jesuítas para seu padre geral. O papa Pio XI estava editando e dando os retoques finais quando morreu em fevereiro de 1939, e seu sucessor, o papa Pio XII, posteriormente optou por não publicá-lo, possivelmente à luz de uma forte linguagem anti-judaica ou anti-rabínica em partes do país. que poderia ser mal interpretado pelos fiéis ou pervertido pela mídia pró-Eixo. Cerca de 50 anos depois, isso criou alguma controvérsia sobre se o novo Papa deveria ter publicado, sem alterações ou acréscimos, o rascunho de uma carta encíclica apresentada para consideração de seu antecessor.

### Reações internacionais
As reações contemporâneas a Summi Pontificatus foram fortes. Enquanto alguns nazistas menosprezavam, Von Bergen, embaixador alemão no Vaticano, disse: "O papa Pio queria atingir essa encíclica principalmente o Terceiro Reich". A Liga Católica dos EUA declarou que a Gestapo considerou a encíclica um ataque. As autoridades britânicas e francesas em guerra com a Alemanha a acolheram e os franceses tiveram cópias impressas e lançadas por via aérea sobre a Alemanha. A Alemanha interrompeu sua impressão e distribuição, e a Gestapo ordenou investigações sobre pessoas que liam ou tentavam distribuí-lo. O New York Times publicou a encíclica em 28 de outubro de 1939, sob a manchete: "Ditadores, quebra de tratados e racismo são condenados pelo papa em sua primeira encíclica": "Um poderoso ataque ao totalitarismo e aos males que ele considera ter trazido" sobre o mundo foi feita pelo papa Pio XII em sua primeira encíclica... É a Alemanha que está condenada acima de qualquer país ou movimento nesta encíclica - a Alemanha de Hitler e o Nacional Socialismo".
Certamente não fez mal aos Aliados quando 61 milhões de católicos alemães e poloneses foram informados pelo líder de sua religião que "a ideia que credita ao Estado uma autoridade ilimitada" lhe era repugnante. "Considerar o Estado como algo definitivo ao qual tudo o mais deve ser subordinado e dirigido não pode deixar de prejudicar a verdadeira e duradoura prosperidade das nações", dizia a Encíclica. Mais uma vez, o pontífice escreveu que o sistema totalitário de governo era uma ideia que "rouba a lei das nações de sua fundação e vigor, leva à violação dos direitos dos outros e impede o acordo e a relação pacífica".